# Phyllostachys purpurata
Espèce
Classification phylogénétique
Le Phyllostachys purpurata est une espèce de bambou géant, très robuste, résistant à des températures pouvant aller jusqu'à -20 °C.